# Seznam bolgarskih generalov
Seznam bolgarskih generalov.

## B
- Kliment Bojadžijev

## C
- Angel Canev
- Ivan Cončev

## D
- Radko Dimitrijev
- Dobri Džurov

## F
- Ivan Fičev

## G
- Kimon Georgiev Stojanov
- Dimităr Gešov (Dimitri Ivanov Gešov)

## J
- Stefan Janev

## K
- Petar Dimitrov  Karov
- Vladimir Antonov Ketskaro
- Ivan Atanasov Kinov
- Ivan Nedialkov Kojev
- Atanasov Kolev
- Konstantin Kotcev
- Georgi Kovačev
- Hristo Kozarov
- Ferdinand Kozovski
- Asen Krajev
- Asen Krasnovski

## L
- Hristo Lukov

## M
- lvan Marinov
- Ivan (Vančo) Mihajlov (1897–1982)

## N
- Asen Nikolov Nikolov

## P
- Galimir Pehlivanov
- Aleksandăr Protogerov

## R
- Rumen Radev

## S
- Mihajlo Savov

## T
- Georgi Todorov
- Stefano Tošev

## V
- Damjan Velčev

## Z
- Penčo Zlatev

## Ž
- Konstantin Žostov